# Homalium mollissimum
Homalium mollissimum là một loài thực vật có hoa trong họ Liễu. Loài này được Merr. mô tả khoa học đầu tiên năm 1935.